# 侯廷柱
侯廷柱（1527年—？），字子任，號密坡，山東青州府諸城縣人，明朝政治人物。

## 生平
嘉靖三十一年（1552年）壬子科山東鄉試第五十三名舉人，三十五年（1556年）丙辰科会试一百二十八名，廷试三甲五十八名進士。户部观政，授山西襄陵县知縣，三十八年九月選授刑科給事中。条陈问刑七事，刑部覆行其三事。四十年五月与湖广道御史裴天祐清查各衙门冗滥军校匠作厨役，六月弹劾刑部尚书冯天驭贪鄙，令其回籍闲住。四十一年四月升户科右，本年出为河南南阳府知府，四十二年致仕。

## 家族
曾祖侯堂壽；祖父侯鉞；父侯璧，曾任知州。前母毛氏；張氏。兄位（生员）、爵、廷臣、廷相（判官）、弟廷石（生员）。